# Francisco de Médici, Príncipe de Capestrano
Francisco de Médici (em italiano:  Francesco di Ferdinando de' Medici; Florença, 14 de maio de 1594 – Pisa, 17 de maio de 1614) foi Príncipe da Toscana e quarto Príncipe de Capestrano, Barão de Carapelle, Senhor de Castel del Monte, de Ofena e da terra de Bussi.

## Biografia

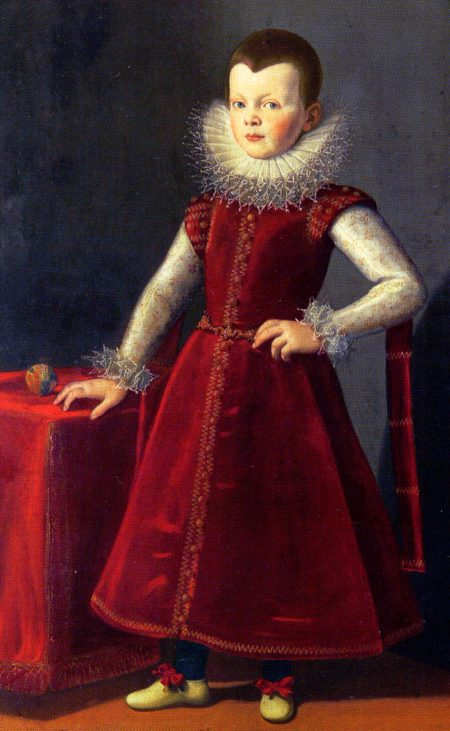
Retrato de Francisco de Medici, ainda criança.

Francisco era o quarto filho do Grão-Duque Fernando I de Médici e de Cristina de Lorena. Em 1612 foi nomeado Príncipe de Capestrano, barão de Carapelle (a baronia compreendia o território de Santo Stefano di Sessanio, Calascio, Rocca Calascio, Castelvecchio Calvisio e Carapelle Calvisio), senhor de Ofena, de Castel del Monte e da terra de Bussi.
Manteve o título de príncipe de Capestrano até à sua morte.
Destinado à carreira da diplomática, preferiu dedicar-se às artes militares. Em 1613, comandou as tropas enviadas da Toscana em socorro do seu primo, o Duque de Mântua Fernando I Gonzaga, contra o duque de Saboia Carlos Emanuel I, não chegando a entrar em ação uma vez que, entretanto, foram estabelecidas tréguas mesmo antes das suas tropas chegarem ao Ducado de Mântua.
Após ter feito uma peregrinação a Loreto morreu pouco depois do seu regresso, em 1614, apenas com vinte anos. Por seu desejo específico, a inscrição "Princeps Capestrani" está inscrita no seu túmulo..
Em 1857, durante um primeiro reconhecimento dos cadáveres dos Médici, o seu corpo é assim descrito:
“[…] no crânico usava um chapéu de feltro; tinha vestido um casaco de cetim branco, que na época era amarelado, com uma capa grande semelhante, comprida até aos joelho, e com rendas nos pulsos. As meias eram de seda tricotada e os sapato de couro.”

## Ligações Externas
- Genealogia da família Médici (euweb.cz)
- Documentação sobre os Médici :
  - http://documents.medici.org/people_details.cfm?personid=1115
  - https://web.archive.org/web/20141205024130/
  - https://web.archive.org/web/20140815005943/
  - http://www.comunedicapestrano.it/news/opuscolo.pdf (Comuna de Capestrano news)